# Bucoides erichsoni
Bucoides erichsoni là một loài bọ cánh cứng trong họ Cerambycidae.